# 서오리온자리 세타1 B
서오리온자리 세타1 B(영어: Theta1 Orionis West)는 오리온자리에 위치한 오리온자리 세타의 X선 천체이다.